# Henri Coquand
Henri Coquand, född 1813 i Aix-en-Provence, död 1881 i Marseille, var en fransk geolog och paleontolog.
Hans främsta arbeten behandlar södra Frankrikes kritsystem, som han genomförde en ny etageindelning för. Han bearbetade kritsystemets Ostreaarter i monografiform.
Coquand genomförde 1860 de geologiska studier som låg bakom indelningen av Cognac i sex deldistrikt.